# オスバルド・フレセド
オスバルド・フレセド（Osvaldo Fresedo, 1897年3月5日 - 1984年11月18日）は、タンゴの楽団代表、作曲家、バンドネオン奏者として活躍したアルゼンチンの音楽家。

## 生涯
1897年3月5日に、アルゼンチンのブエノスアイレスに生まれる。ピアノ教師の母親の元に育つ。
十代より、プロのバンドネオン奏者として活躍する。1918年に、自身が代表を務めるタンゴ楽団を結成する。オスバルド・フレセド楽団は、タンゴ黄金期で一斉を風靡したオデオン五大楽団の一つとなる。1920年、アメリカ合衆国に演奏旅行をした際、最初のレコード録音をする。1928年より、フランス・パリのキャバレーで活躍する。その後、ブエノスアイレスに戻り活動を長きに渡り続け、1980年に引退している。オスバルド・フレセド楽団の特徴としては、ハープやドラムなどの楽器を加えたり、トランペットと共演するなどの、斬新性がある。
1984年11月18日に死去。

## 音源
YouTubeに、いくつかオスバルド・フレセド楽団の録音が、アップロードされている。このほか、残された録音は多い。

## 主要作品
- 私のタンゴ　Tango mio
- エル・オンセ　El Once
- アラバレーロ　Arrabalero